# Монауни, Сабине
Сабине Монауни (нем. Sabine Monauni; род. 10 апреля 1974) — лихтенштейнский политический и государственный деятель. Член Прогрессивной гражданской партии. Вице-премьер с 25 марта 2021 года, министр иностранных дел, окружающей среды и культуры с 10 апреля 2025 года. В прошлом — министр внутренних дел, экономики и окружающей среды Лихтенштейна (2021—2025), посол Лихтенштейна в Бельгии и Европейском союзе (2016—2021).

## Биография
Родилась 10 апреля 1974 года в общине Маурен.
В 1994 году окончила школу в Вадуце, столице Лихтенштейна. В 1994—1999 годах училась на юридическом факультете Университета Санкт-Галлена в Швейцарии. В 2000—2001 годах получила последипломное образование в Колледже Европы в Брюгге в Бельгии, получила степень магистра юридических наук (LL.M.).
В 2001—2003 годах — помощник по правовым вопросам в Управлении по делам Европейского экономического пространства (ЕЭП) Министерства финансов в правительстве Лихтенштейна, в 2003—2010 годах — заместитель руководителя Управлении по делам ЕЭП. В 2010—2013 годах — член Коллегии из 3 человек, возглавляющей Контролирующий орган ЕАСТ, назначаемых по общему согласию от правительств Исландии, Лихтенштейна и Норвегии сроком на четыре года, в Брюсселе в Бельгии.
В 2006—2010 годах — член совета Университета Лихтенштейна.
В 2014 году — дипломат в ранге советника посольства в Управлении иностранных дел.
В 2015—2016 годах — служащая в Министерстве по делам общества и временно исполняющая обязанности главы Управления по обеспечению равных возможностей, основным направлением деятельности которого является ликвидация дискриминации по признакам пола, религии, инвалидности, национального происхождения и сексуальной ориентации.
В июле 2016 года назначена послом Лихтенштейна в Бельгии и Европейском союзе.
С 2021 года — член президиума Прогрессивной гражданской партии.
На парламентских выборах 2021 года выдвинута кандидатом в премьеры от Прогрессивной гражданской партии. Первая женщина среди кандидатов на этот пост. В абсолютном исчислении она получила наибольшее число голосов избирателей. Назначена вице-премьером и министром внутренних дел, экономики и окружающей среды Лихтенштейна в коалиционном правительстве под руководством премьер-министра Даниэля Риша.
10 апреля 2025 года назначена вице-премьером и министром иностранных дел, окружающей среды и культуры в коалиционном правительстве под руководством премьер-министра Бригитты Хаас.

## Личная жизнь
Живёт в Маурен.
Замужем, мать двоих детей.